# Cölestin Müller
Cölestin Müller (* 28. Dezember 1772 in Schmerikon; † 26. März 1846 in Einsiedeln) war von 1825 bis 1846 der 49. Abt der Benediktinerabtei Einsiedeln.

## Leben
Jakob Josef Müller wurde am 28. Dezember 1772 als Sohn von Jakob Josef Müller und Maria Anna Scherzinger geboren. Nach seinem Besuch der Klosterschule Einsiedeln trat er mit 16 Jahren als Novize in das dortige Kloster ein und wählte den Namen Cölestin. Mit 23 Jahren erhielt er die Priesterweihe.
Kaum ein Jahr konnte er an der Klosterschule wirken, als er mit seinen Mitbrüdern 1798 aufgrund des Einfalls französischer Revolutionstruppen ins Exil gehen musste. Gastfreundlich wurden er und weitere Mönche im Dominikanerkloster St. Peter in Bludenz aufgenommen. Da das dortige Kloster nicht alle Mönche dauerhaft aufnehmen konnte, musste Cölestin Müller weiter reisen und kam so unter anderem nach Wien.
Im Frühjahr 1803 kehrte Cölestin nach Einsiedeln zurück, um hier als Unterpfarrer zu wirken. Ein Jahr später übernahm er die Leitung der Klosterschule und führte dort einige Änderungen ein. So schaffte er die Prügelstrafe ab, eröffnete ein Schultheater und legte besonderes Gewicht auf die sittliche Bildung der Schüler. Diese Prinzipien wurden lange nach Cölestins Tod weiter in der Stiftsschule praktiziert.

### Abtswahl
1811 übernahm Cölestin die Position des Oberpfarrers und kam damit in enge Berührung mit der Bevölkerung von Einsiedeln. Diese Stellung sollte er vier Jahre ausfüllen, bis er 1815 von Abt Konrad als Statthalter nach Sonnenberg geschickt wurde. Auch dort vergass er seine Schüler nicht und veröffentlichte ein ABC-Büchlein. Aufgrund seiner geschickten Verwaltung wählten ihn seine Mitbrüder 1825 zum Abt von Einsiedeln.

### Rechtsstreitigkeiten
Ein Streitpunkt entstand zwischen der Gemeinde Einsiedeln und dem Kloster bezüglich dem Mitbesitz und der Verwaltung der Allmendegüter. Nachdem die Rechte des Klosters mehrfach nicht respektiert wurden, kam es zu Gerichtsprozessen. Schlussendlich entschied die Kantonslandsgemeinde für eine vollständige Ausscheidung des Klosters aus der Allmende.
Bereits unter Cölestins Vorgänger wurde die kantonale Besteuerung des Klosters Einsiedeln thematisiert. Nach mehreren Streitgesprächen musste der Abt sich darauf einigen, 200 Louisdor zu entrichten – die Hälfte an den ganzen Kanton, die andere Hälfte an das Alte Land. Damit endeten allerdings die Ansprüche gegenüber dem Kloster nicht. Denn auch die Gemeinde Einsiedeln forderte eine Besteuerung des Klosters und wollte dies notfalls auch vor Gericht erkämpfen. Abt Cölestin versuchte eine aussergerichtliche Lösung zu finden, sodass am 22. Januar 1837 ein Vergleich zustande kam.
Dabei musste der Gästlinsberg abgetreten werden, der dem Gemeingut zugeschlagen wurde. Dazu musste das Kloster Mehrausgaben für die Allmende bestreiten.
Die politische Situation verschärfte sich, als aufgrund parteipolitischer Kämpfe eine eidgenössische Intervention in Küssnacht notwendig wurde. Die bewaffneten Soldaten hielten sich bei ihrer Durchreise auch in Einsiedeln auf. Unglücklicherweise löste sich beim Vesperläuten eine Glocke vom Turm und tötete einen Soldaten. Dieser Unfall war den Gegnern des Klosters sehr willkommen. Nachdem der gesamte Kanton militärisch besetzt wurde, musste auch das Kloster eine gewisse Anzahl Soldaten dauerhaft aufnehmen.
Durch die eidgenössische Besatzung wurde eine Wiedervereinigung und eine neue Verfassung in die Wege geleitet. Die neue Verfassung unterstellte die Klöster in jeder Beziehung dem Staat. Ankauf, Erwerb und Verpachtung von Liegenschaften waren verboten. Novizen, die nicht aus der Schweiz stammten, mussten eine Gebühr an den Kanton entrichten. Handel und Gewerbe beschränkten sich auf den eigenen Betrieb.
Eine weitere grosse Sorge bereitete Abt Cölestin der Kanton Aargau, in welchem das seit Jahrhunderten in Besitz von Einsiedeln liegende Kloster Fahr beheimatet ist. Aufgrund einer neuen Verordnung waren die dortigen Klöster einem staatlichen Verwalter unterstellt und in ihren Rechten beschränkt. In Aargau entstand die Bewegung einer Verfassungsrevision, welche allerdings scheiterte und Unruhen in Freiamt heraufbeschwor. Als Urheber wurden die Klöster verantwortlich gemacht, sodass von liberaler Seite deren Aufhebung gefordert wurde. Dies betraf auch das Kloster Fahr, welches am 2. Februar 1841 geräumt werden musste. Nach der Intervention Abt Cölestins wurden in Aargau zwar drei Frauenklöster (darunter auch Fahr) wieder eingesetzt, aber unter staatliche Verwaltung gestellt.
Abt Cölestin war durch diese politischen Wirren derart besorgt, dass er sich von König Ludwig von Bayern die Zusicherung einholte, sich im Falle einer Vertreibung mit seiner Gemeinschaft in einem aufgehobenen Kloster in Bayern niederlassen zu können.

### Tod
Ab 1840 liess die Gesundheit des Abtes immer mehr nach. Nach einigen Behandlungen wurde 1846 Hautkrebs erkannt. Er starb am 26. März 1846.